# Эффект опознаваемой жертвы
Эффект опознаваемой жертвы — разновидность когнитивного искажения, суть которого в том, что среди людей существует тенденция оказывать более щедрую помощь отдельному индивиду (жертве), чьи затруднительные жизненные обстоятельства можно наблюдать напрямую, нежели неопределённой группе лиц с аналогичными проблемами. По подобному принципу этот эффект также наблюдается при присвоении большей меры ответственности правонарушителю, личность жертвы которого была установлена, даже если её личность не несёт никакой значимой информации для дела. Среди конкретных примеров можно указать Дело Димы Яковлева, чья смерть после усыновления его гражданами из США послужила поводом для принятия закона, одна из поправок которого запрещает усыновление гражданами США детей из российских детдомов.

## Происхождение
В научном исследовании Карен Дженни (англ. Karen Jenni) и Джорджа Лёвенштейна первое упоминание сути этого эффекта приписывается американскому экономисту Томасу Шеллингу.

## Обоснование

### Правдоподобность
Как следует из названия, личность жертвы определена, что в свою очередь создаёт ситуацию, в которой симпатизирующая сторона с большей вероятностью будет отождествлять себя с ней, а значит и может приложить большие усилия по оказанию помощи. Зачастую медиа транслируют историю жертвы в реальном времени, где показывают его/её беспомощное положение с большим количеством графической информации, наращивая интерес к ситуации и общую осведомлённость о ней. Согласно исследованиям, абстрактные статистические данные вызывают меньшую симпатию со стороны людей, чем живо поданная история отдельного индивида.

### Уверенность и неуверенность
Ещё одно отличие между статистическими и определёнными жертвами заключается в том, что среди людей наблюдается тенденция к избеганию утрат, угроза которых установлена со стопроцентной вероятностью, чем с статистическими жертвами, которые  находятся в категории потенциально возможных. Хорошим примером служит инцидент в Колорадо с воздушным шаром. Когда широкая общественность услышала эту историю из СМИ, то осознание реальной угрозы смерти для шестилетнего мальчика вызвала очень широкий общественный резонанс, и побудила людей к активным мерам по разрешению ситуации. 

### Размер референтной группы
Общественное восприятие риска зависит от размера референтной группы, к которой этот риск относится, а также от абсолютного размера риска. Соответственно, чем больше процент от референтной группы находиться в группе риска, там больше публичного внимания получит ситуация. Например, в контексте общего количества потенциальных жертв авиакатастроф, 120 человек из миллионов — это статистика, не вызывающая большого интереса у широкой публики. Однако если внимание сосредоточено на отдельном самолёте, в котором 120 пассажиров, то эти 120 человек превращаются в собственную референтную групп, в результате чего пропорция потенциальных жертв от общего числа людей в референтной группы возрастает до максимума, превращая эту группу в опознаваемую жертву.

### Оценка ex postvsex ante
Решение принять меры по спасению индивида обычно происходит после эскалации ситуации или ex post, в то время как решение о спасении статистических жертв принимается перед этой самой эскалацией, то есть ex ante. В связи с этим люди чаще видят реальный риск в ситуации с опознаваемой жертвой и ощущают большую личную ответственность. Когда у жертвы есть личная история, и бездействие приведёт к потере, то у людей возникает чувство ответственности, и риск оказаться виновными.

## Критика
В исследовательской среде природа опознаваемой личности подверглась сомнению. Была высказана идея о том, что важен не сам факт возможности отождествлять себя с жертвой, а отдельные черты как пол, возраст, род занятий и т.д. Соответственно велись споры о том, что симпатию вызывают именно эти отдельные черты, с которыми себя отождествляют люди, а не сам факт наличия этих черт.

### Обратный эффект
В отдельных случаях опознаваемость жертвы может привести к ситуации, где общественная симпатия и помощь будут наоборот уменьшены. В основном это касается ситуаций, в которых установлено, что жертва сама виновата в возникшей проблеме. Например, большую симпатию вызовет ребёнок, рождённый с ВИЧ, чем человек, получивший этот вирус сам при каких-либо обстоятельствах.

### Индивидуальный эффект
Исследования предполагают, что эффект вступает в силу только в случае отдельных индивидов, и не приносит большего отклика в случае с опозноваемой группой жертв. В 2005 году было проведено исследование, целью которого было выявить насколько охотно люди пожертвуют деньги группе из 8 серьёзно больных детей, чем каждому по отдельности. Результат показал, что опознанные по отдельности дети вызывали большую жалость и привлекли больше денег, чем идентификация группы в целом.